# 川西绿绒蒿
川西绿绒蒿（学名：Meconopsis henrici）为罂粟科绿绒蒿属下的一个种。

## 扩展阅读
維基物種上的相關：川西绿绒蒿